# Sitsi

Sitsi est un quartier de l'Arrondissement de Tallinn-Nord, dans la ville de Tallinn, la capitale estonienne. 

## Description
En 2019, Sitsi compte 3 761 habitants.
Sa superficie est de 0,45 km2.
Ses quartiers limitrophes sont Paljassaare, Karjamaa, Pelgulinn et Pelguranna.
Les rues du quartier sont: Kanepi tänav, Lina tänav, Lõime tänav, Manufaktuuri tänav, Niidi tänav, Niidi põik, Puuvilla tänav, Sitsi tänav, Kopli tänav, Paavli tänav et Sõle tänav.

## Population
| 2008  | 2011  | 2012  | 2013  | 2014  | 2015  |
| ----- | ----- | ----- | ----- | ----- | ----- |
| 3 850 | 3 937 | 3 905 | 3 881 | 3 874 | 3 874 |

| 2016  | 2017  | 2018  | 2019  | 2020  | 2021  |
| ----- | ----- | ----- | ----- | ----- | ----- |
| 3 902 | 3 865 | 3 813 | 3 761 | 3 975 | 4 018 |

| 2022  | - | - | - | - | - |
| ----- | - | - | - | - | - |
| 4 029 | - | - | - | - | - |

## Transports
Les lignes de tramway n°1 n°2 traversent le territoire de Sitsi.
Les lignes de bus n°3, 26, 26A, 32, 33, 40, 48, 66, 72 et 73 circulent le long des rues Sõle tänav et Kopli tänav.

## Galerie

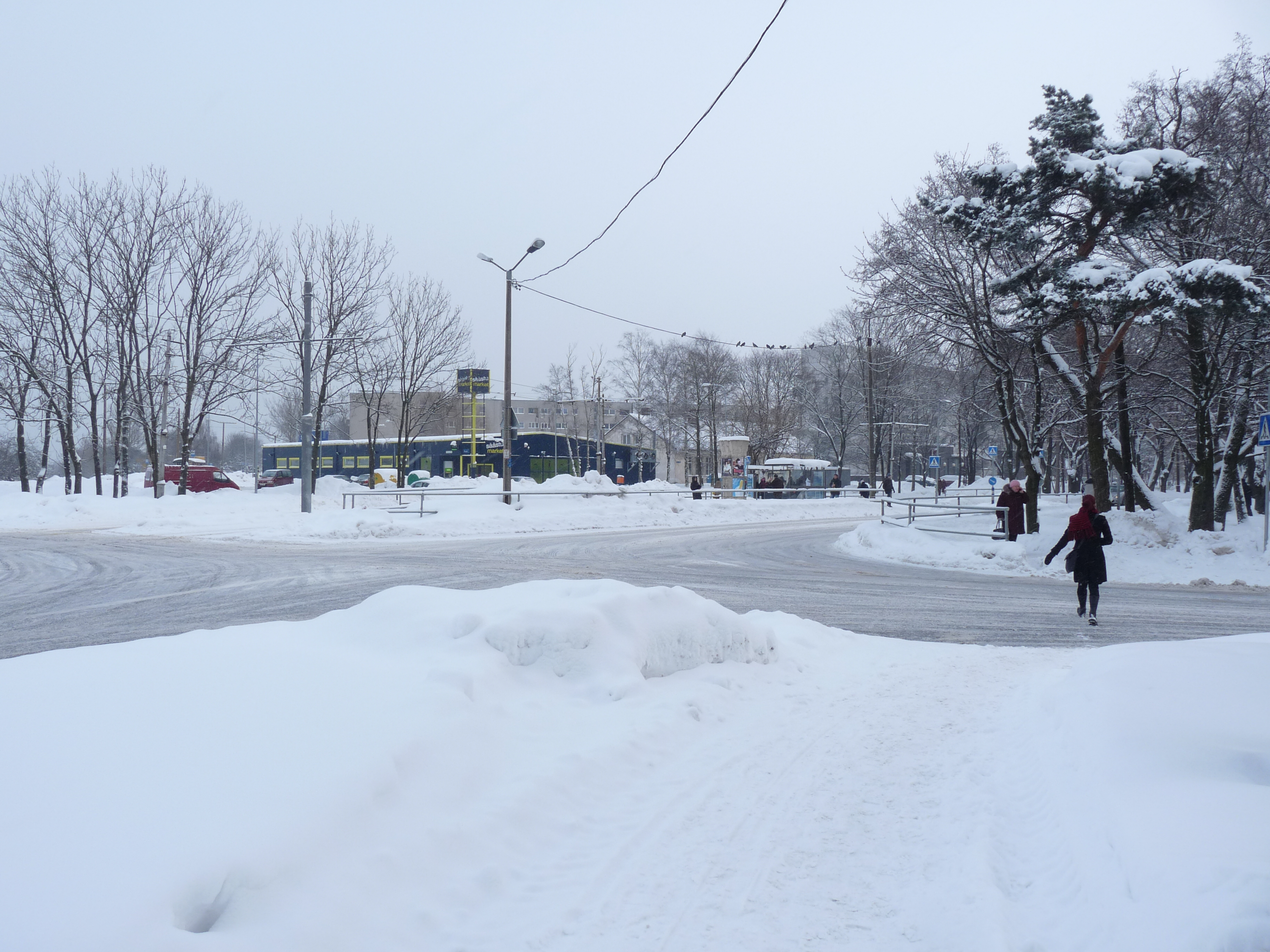
Sitsi.
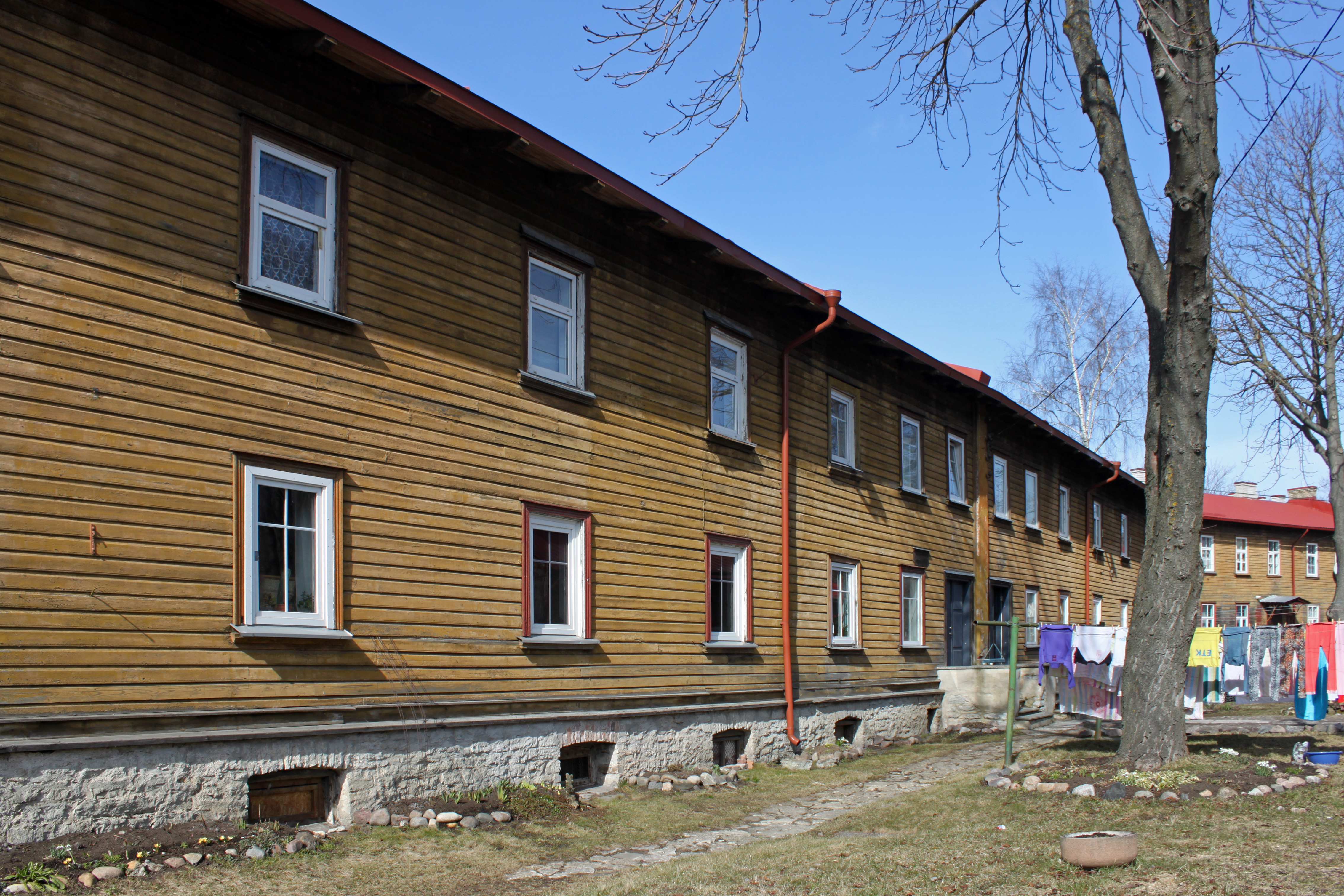
Immeuble résidentiel
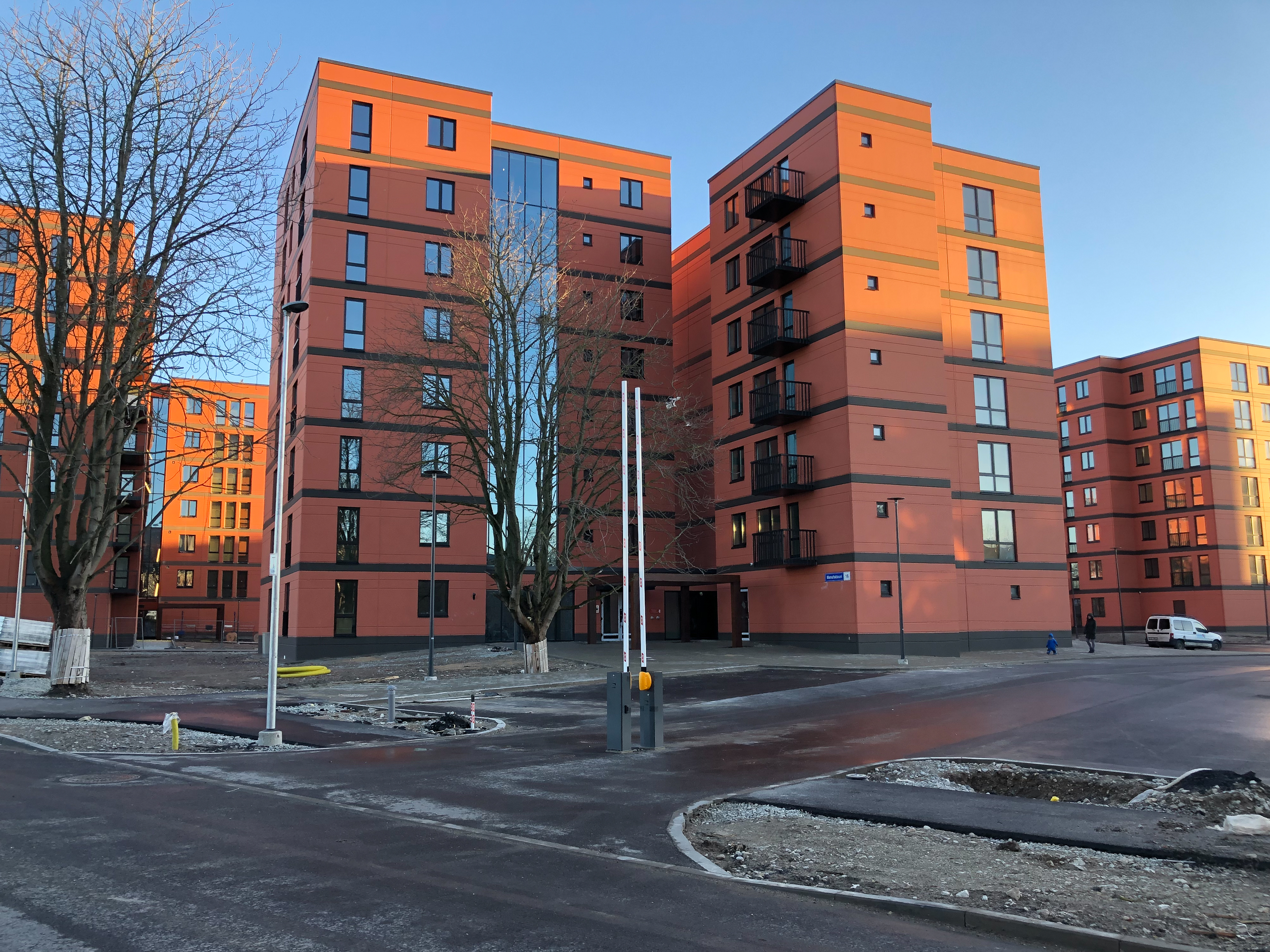
Immeuble résidentiel rue Manufactuuri, 2019.

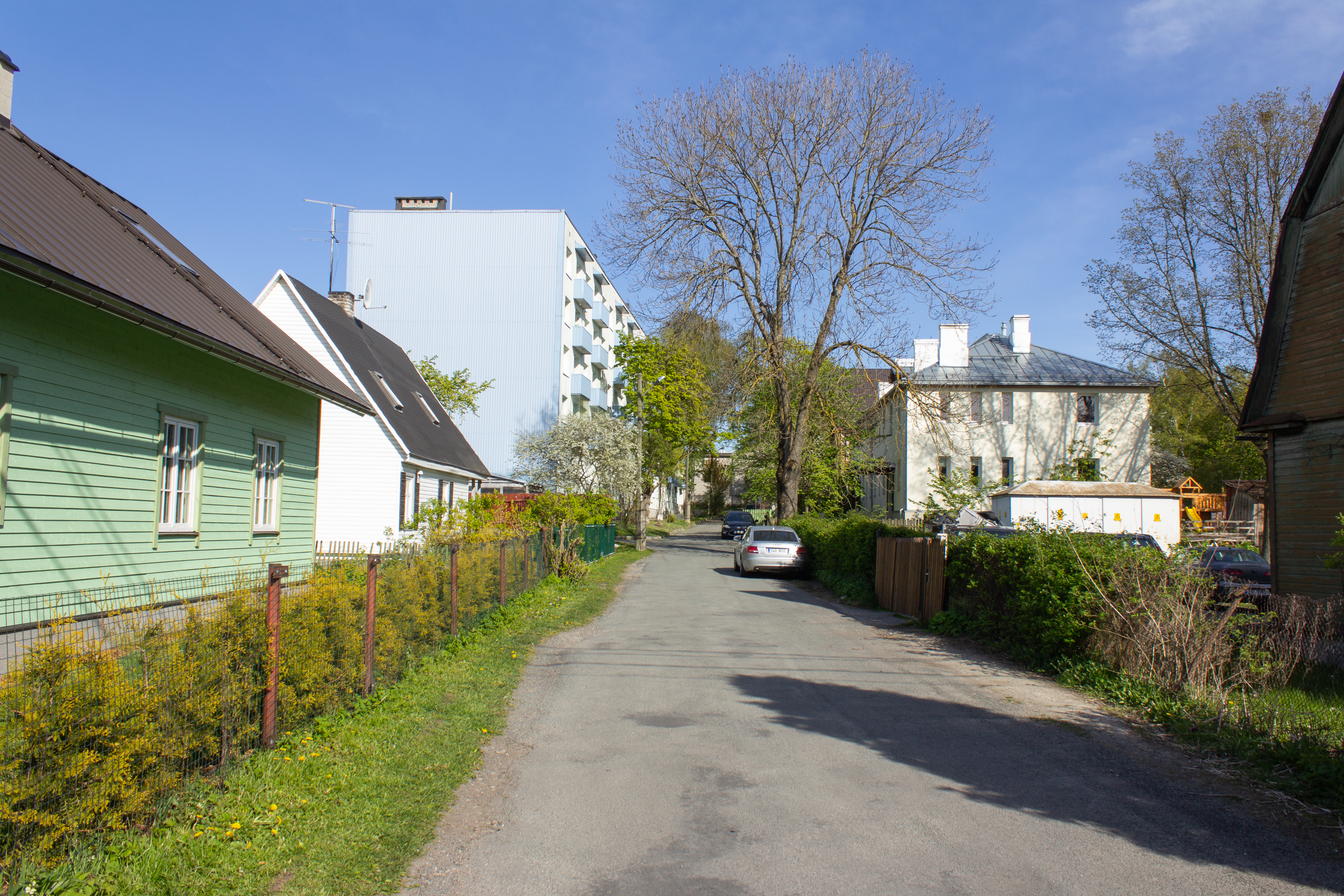
Rue Kanepi.
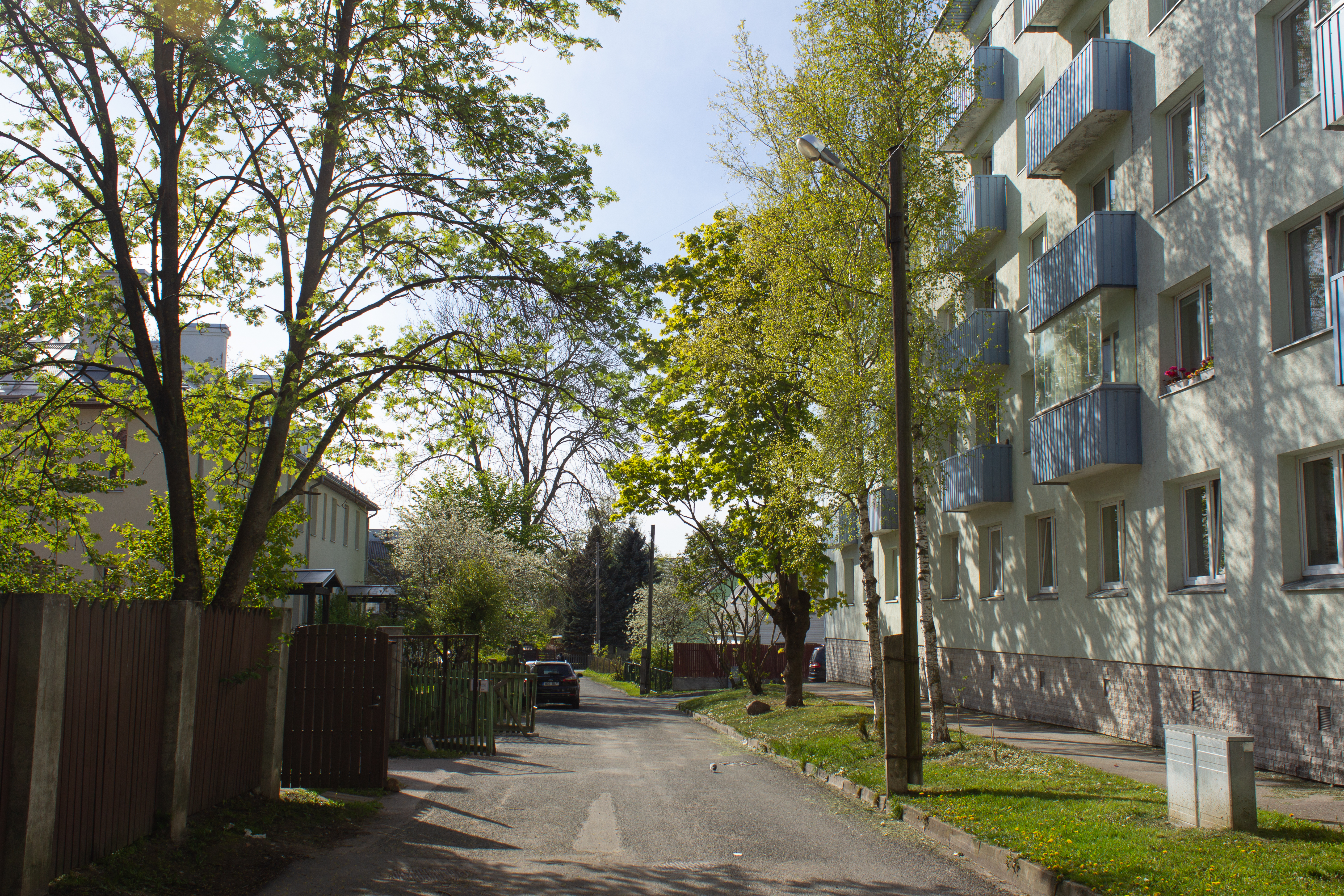
Rue Kanepi.
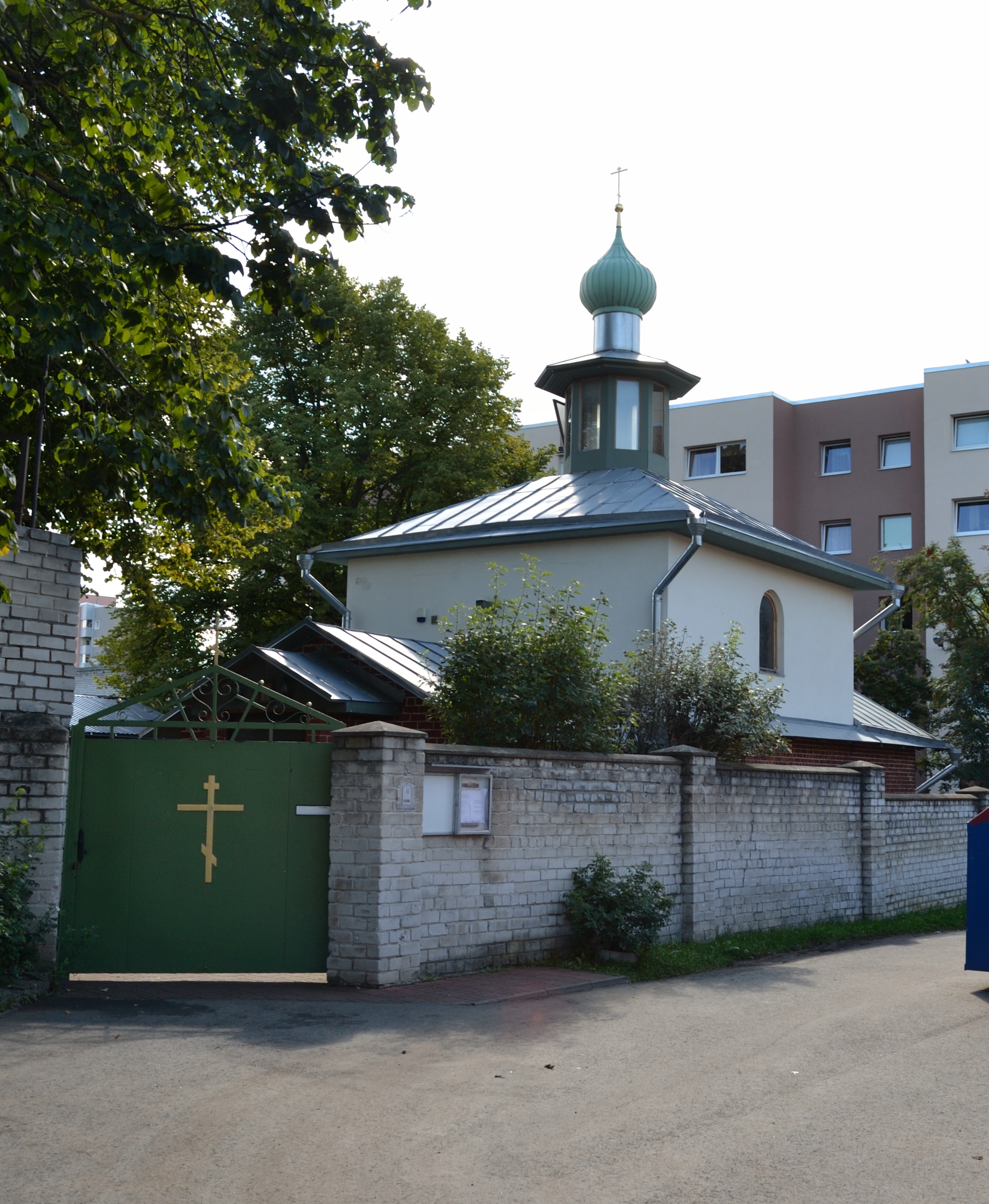
Église de l'Icône de la Mère de Dieu.